# Budapest Honvéd Football Club
El Budapest Honvéd Football Club es un club polideportivo de la capital de Hungría, Budapest, conocido internacionalmente por su sección de fútbol. El club fue fundado en 1909 como Kispesti Athlétikai Klub debido a que el club tiene su sede en el distrito de Kispest. Disputa sus partidos como local en el estadio Bozsik, que tiene capacidad para 9.500 espectadores, y juega en la NB2, segunda división del fútbol húngaro.
El club, más conocido simplemente como Honvéd, es uno de los equipos de mayor tradición e historia y uno de los más laureados del fútbol húngaro con un total de 22 títulos nacionales entre liga y copa. La época dorada del club tuvo lugar durante los años 1950, cuando fue renombrado Budapest Honvéd y se convirtió en el equipo del Ejército húngaro. Entre los futbolistas más importantes del club destacan József Bozsik, Ferenc Puskás, Sándor Kocsis y Zoltán Czibor, miembros de la poderosa selección húngara conocida como los Magiares poderosos.
Los colores del club son el rojo y el negro, pero anteriormente también utilizó en el pasado el blanco como color principal en su uniforme. A lo largo de su historia, el nombre del equipo ha sido alterado en numerosas ocasiones. Fue fundado como Kispesti Athlétikai Klub, para pasar a Kispesti FC y Budapesti Honvéd Sport Egyesület, denominación que mantuvo desde 1949 hasta 1991. Posteriormente fue renombrado Kispest–Honvéd y en 2003 adoptó su denominación actual. El escudo también se ha modificado en varias ocasiones dependiendo de la denominación del club. Las disciplinas deportivas que completan el club son waterpolo, ciclismo, gimnasia, atletismo, boxeo, tenis y balonmano.

## Historia
El club fue fundado el 10 de agosto de 1908 como un equipo de estudiantes, el Kispesti Atlétikai Club (traducido al español: Club Atlético de Kispest) por el profesor Bálint Varga, y que conformaban sus disciplinas deportivas el atletismo, la gimnasia, el esgrima y, posteriormente, el fútbol. Sin embargo, los primeros miembros del club no pudieron ponerse de acuerdo sobre la constitución del club hasta el 3 de agosto de 1909, fecha generalmente reconocida como la de su fundación. Cuando el club fue formado originalmente, Kispest aún era una localidad independiente de la ciudad de Budapest. Durante las tres primeras décadas de su existencia, el club era un modesto equipo que, pese a ello, tuvo un éxito moderado al ganar una Copa de Hungría en 1926. Durante la década de 1930 el equipo incluyó a los futbolistas Rezső Rozgonyi y Rezső Somlai, que representaron a Hungría en la Copa Mundial de 1934, así como a Ferenc Puskás I, el padre de Ferenc Puskás, y más tarde entrenador del club durante los años 1940.

### Budapesti Honvéd SE

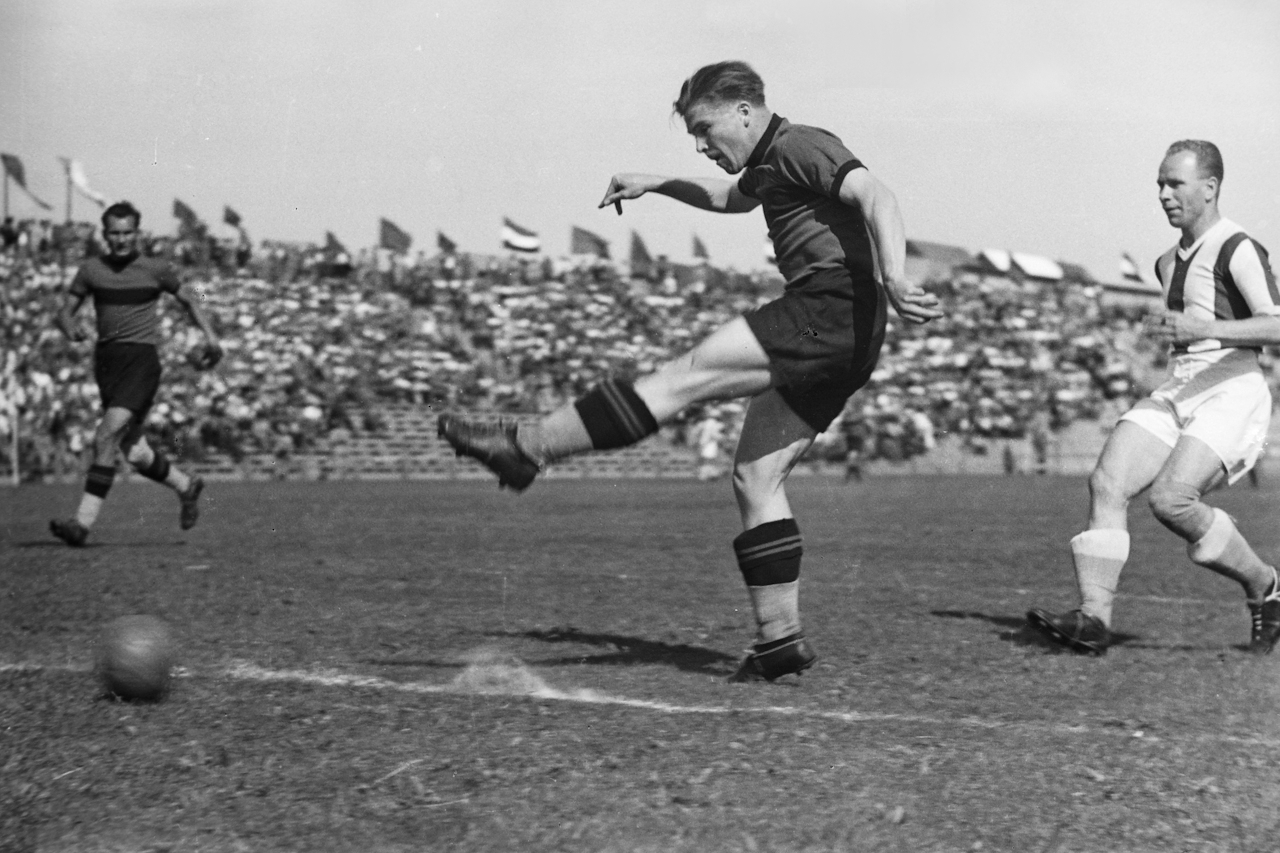
Puskás durante un partido con el Honvéd ante el Újpest Dózsa en 1949.

En 1943, tanto Ferenc Puskás como József Bozsik hicieron su debut con el FC Kispest y entre 1947 y 1948 el club fue entrenado por el legendario entrenador húngaro Béla Guttman. Sin embargo la edad de oro del club se inició realmente en 1949 cuando fue tomada por el Ministerio húngaro de Defensa y se convirtió en el equipo del Ejército húngaro. Gusztáv Sebes, el entrenador del equipo nacional, se inspiró su juego en las selecciones nacionales de Austria e Italia, que ganó dos Copas del Mundo en la década de 1930. Ambos equipos estaban formados por uno o, como máximo, dos clubes y Sebes quería un sistema similar en Hungría.
En enero de 1949, cuando Hungría se convirtió en un estado comunista, como resultado de la nacionalización de los clubes de fútbol, Sebes encontró la oportunidad perfecta. Los dos mayores clubes húngaros de la época eran el Ferencvárosi TC y el MTK Hungária FC. Sin embargo, mientras la policía secreta, la ÁVH, se hizo cargo del MTK, el Ferencváros era considerado inadecuado por su tradición conservadora y nacionalista. Sebes eligió, en su lugar, al Kispesti AC. El nombre del club fue eliminado ya que la localidad fue absorbida en el Distrito XIX de la capital Budapest y el club pasó a llamarse Budapesti Honvéd SE. El nombre deriva de Honvédség, el nombre del ejército húngaro, y la palabra húngara honvéd, significa literalmente "el defensor de la patria", aunque también se utiliza para referirse a un ejército privado.

### Los Magiares poderosos(1950-1957)
El reclutamiento del ejército permitió al Honvéd —que ya contaba en sus filas con Ferenc Puskás y József Bozsik— contratar a los futbolistas Sándor Kocsis, Zoltán Czibor y László Budai del Ferencváros, Gyula Lóránt del Vasas SC y al guardameta Gyula Grosics. Sebes fue capaz de utilizar con eficacia el Honvéd como un campo de entrenamiento para el equipo nacional. Durante la década de 1950 estos jugadores del Honvéd formaron la columna vertebral de los legendarios Magiares poderosos, que ayudaron a Hungría a ser campeones olímpicos en 1952, campeón de Europa Central en 1953, derrotar a Inglaterra en dos ocasiones y llegar a la final de la Copa Mundial de 1954, en el conocido como Milagro de Berna.
El 13 de diciembre de 1953, después de que Hungría humillase a la selección inglesa por 3 – 6 en Wembley y 7 – 1 en Budapest, el Honvéd fue retado por el Wolverhampton Wanderers, autoproclamado el "Mejor equipo del mundo", en el Molineux Stadium ante 55.000 espectadores, partido que, finalmente, fue ganado por los ingleses por tres goles a dos y utilizado posteriormente para "restaurar el honor del país". Este partido, y la polémica sobre quién era el mejor club del mundo, fue el antecedentes de que se llevase a cabo la creación de la Copa de Europa de clubes, en 1955.
En 1956 el Honvéd se clasificó para la segunda edición de la Copa de Europa y en la primera ronda se enfrentó al Atlético de Bilbao. Honvéd perdió el partido de ida 2-3, pero antes de que el partido de ida se pudiese jugar, explotó la Revolución húngara en Budapest y la Unión Soviética invadió el país. Los jugadores decidieron no regresar a Hungría y prepararon el partido de vuelta contra el Atlético de Bilbao, que se jugaría en el estadio de Heysel, en Bruselas. Sin embargo, al comienzo del partido, el portero del Honvéd fue lesionado y, sin sustitutos permitidos, Zoltán Czibor tuvo que ponerse en la meta. Pese a que consiguieron empatar, 3-3, el 6-5 del global les dejaba fuera de la competición.
La eliminación de la Copa de Europa influyó en el futuro del Honvéd. Los jugadores, que no quisieron volver a Hungría, convocaron a sus familias de Budapest y, pese a la oposición de la FIFA y la Federación Húngara de Fútbol —controlada a partir de ese momento por los soviéticos de Hungría—, Béla Guttmann organizó una gira de recaudación de fondos por Italia, Portugal y España. Entre los partidos más notables tuvo lugar un empate a cinco goles contra un combinado de futbolistas de Madrid y un triunfo de 4-3 sobre el FC Barcelona. El Honvéd rechazado una oferta mexicana de asilo político y una invitación a unirse a su liga nacional, pero, en su lugar, aceptó una oferta para jugar un torneo en Brasil frente al CR Flamengo y Botafogo. La FIFA había declarado ilegal el equipo y les prohibió usar el nombre de Honvéd. Después de regresar a Europa, los jugadores se separaron. Algunos, incluyendo a József Bozsik, László Budai, Gyula Lóránt y Gyula Grosics, regresaron a Hungría, mientras que otros, entre ellos las estrellas del equipo Zoltán Czibor, Sándor Kocsis y Ferenc Puskás, encontraron nuevos clubes en Europa Occidental. Czibor y Kocsis finalmente fichó por el FC Barcelona, mientras que Puskás fichó por el Real Madrid, con quien ganaría tres Copas de Europa.

### Posrevolución y segunda edad dorada (1958-1990)
La deserción de Zoltán Czibor, Sándor Kocsis y Ferenc Puskás debilitado seriamente al Honvéd y en 1957 solo se salvó del descenso después de que la Federación Húngara de Fútbol decidiese ampliar la NBI. A pesar de la aparición de Lajos Tichy y Lajos Kocsis, la era posterior a la Revolución no fue favorable con el Honvéd. Solo llegaron algunos éxitos en la Copa Mitropa en 1959, cuando vencieron al MTK Hungária FC en la final 6-5 en el global, y en 1964 cuando ganó la Copa de Hungría.
En 1980 tuvo lugar una segunda edad dorada del club, aunque no comparable a la liderada por Puskás. Con Lajos Tichy como entrenador y una plantilla que incluía a Imre Garaba, el Honvéd ganó su primer título de Liga húngara veinticinco años después. Durante la década de 1980 y principios de 1990, jugadores como Kálmán Kovács, Lajos Détári, Béla Illés, Gábor Halmai e István Vincze ayudaron al Honvéd a ganar otros siete títulos. También ganó la liga y la copa en 1985 y 1989 y ganó la Copa de Hungría en 1996.

### Declive deportivo y económico (1991-2007)

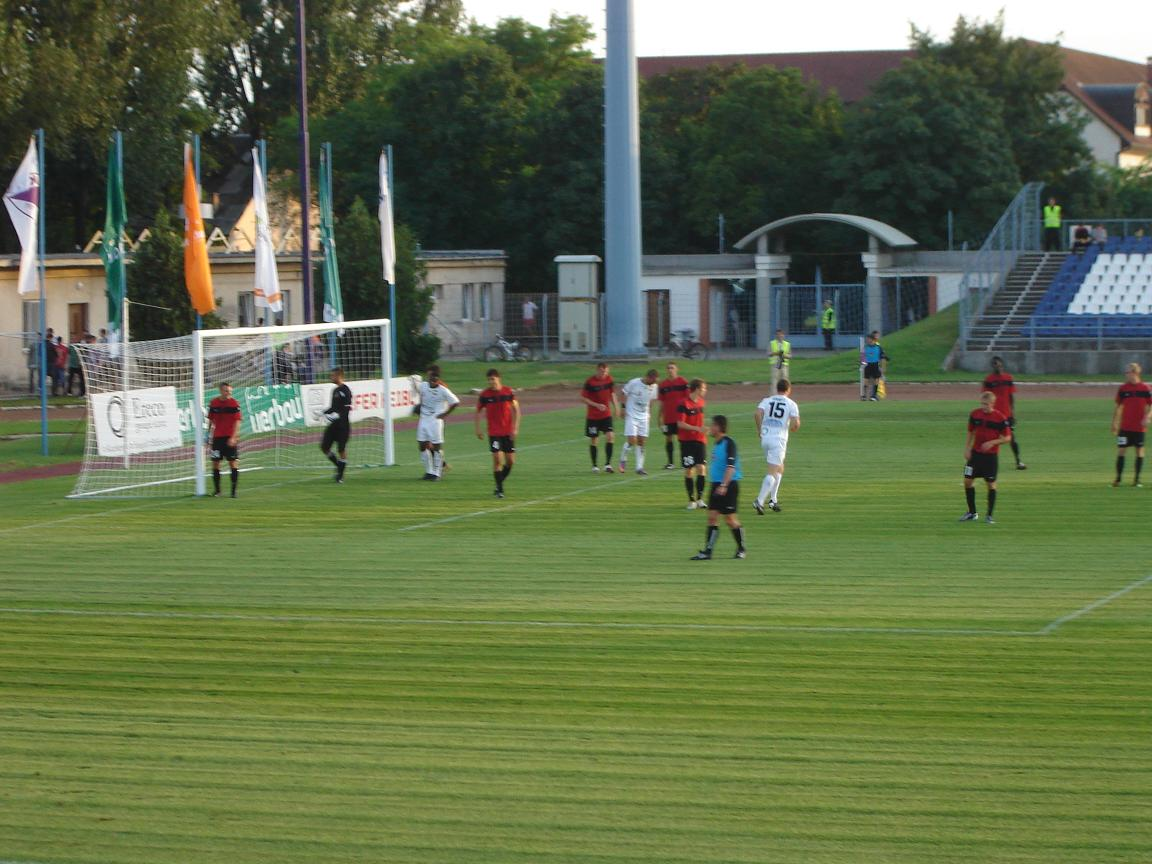
Partido de Copa de la Liga entre el Kecskeméti TE y Budapest Honvéd FC (de rojo).

En 1991 el club recuperó la denominación Kispest y se convirtió en Kispest Honvéd FC. Sin embargo, el cambio de nombre marcó el inicio de un declive general del club. En el año 2003 descendió a la NBII, pero volvió a la Primera división la temporada siguiente. Sin embargo, Kispest Honvéd Sports Circle Ltd., la empresa propietaria del club, debía millones de florines húngaros en impuestos y en octubre de 2004 entró en liquidación. La empresa practicó una política que trataba a sus jugadores como contratistas independientes y no empleados, y como resultado, reduce significativamente la carga tributaria del club.
Sin embargo, las autoridades fiscales se opusieron y fueron apoyados por los tribunales, dejando al club en una delicada situación económica y atrasos en los pagos. Los directores rivales discutían sobre quién debía la cantidad de impuestos y, finalmente, la Liga húngara intervino. Como resultado, el club fue renombrado Budapest Honvéd FC y se dejó tomar el lugar de Kispest Honvéd FC en la NBI, con la condición de que la deuda tributaria fuese saldada.

### Tímido resurgir deportivo (2007-2015)
El 9 de mayo de 2007, el Honvéd se proclamó campeón de la Copa de Hungría al derrotar en la tanda de penaltis al Debreceni VSC. Este era el primer título del club desde la copa que ganó en 1996. En agosto de 2007, las vallas delante de las gradas fueron eliminados en el estadio Bozsik, lo que señalaba un nuevo amanecer para el fútbol húngaro. También en 2007, Mihály Tóth regresó del Fredrikstad FK y firmó un contrato por tres años con el club.
En la Copa de la UEFA 2007-08 el Honvéd se midió al Nistru Otaci moldavo en la primera ronda de la fase de clasificación. En el partido de ida empataron 1-1 y en Budapest el resultado fue el mismo. En la tanda de penaltis, el Honvéd ganó 5-4. En la segunda ronda Honvéd jugó con el HSV Hamburg alemán. En el partido de ida empataron sin goles, mientras que en el Imtech Arena, en Hamburgo, fueron goleados por 4-0.
En la Copa Intertoto de 2008 jugó contra el Zhetysu kazajo y ganó ambos partidos. El resultado final fue 2-1 a domicilio, mientras que en casa, Honvéd ganó 4-2. En la segunda ronda Honvéd jugó con el Teplice checo y ganó por 3-1, mientras que perdió 2-0 en casa. Como consecuencia de ello, Honved ganó por los goles conseguidos de visitante. En la tercera ronda el equipo jugó contra el Sturm Graz austríaco. El partido de ida terminó sin goles en Graz, Austria. El segundo partido fue ganado por Sturm, por lo tanto Honvéd fue eliminado de la Copa Intertoto.
En la temporada 2008-09 Honvéd ganó la Copa de Hungría contra el Györi ETO FC. En el partido de ida ganó el Honvéd en Győr, 0-1, mientras que el partido de vuelta terminó sin goles, por lo que el equipo se proclamó campeón y podría jugar en la próxima edición de la Europa League. En la UEFA Europa League 2009-10 Honvéd entró en la tercera ronda y se enfrentó con el Fenerbahçe turco. El primer partido fue ganado por el Fenerbahçe por 5-1, mientras que en casa el resultado fue 1-1. El equipo fue eliminado en el global por 6-2.
El club consiguió un tercer puesto en el campeonato de liga 2012-13, lo cual mejoraba el cuarto lugar de la temporada anterior. Estos fueron los mejores resultados en liga desde la llegada del nuevo siglo, donde nunca se situó por encima del noveno puesto.

### Regreso del Honvéd campeón (2016-presente)
Pese a no ser el club más estable financieramente, el Honvéd logró proclamarse campeón de la Nemzeti Bajnokság I 2016-17 y poner fin a 24 años de sequía en el fútbol húngaro. El equipo mantuvo una intensa lucha en las últimas jornadas por el campeonato con el Videoton y ambos llegaron empatados a 62 puntos en la última jornada, en la que precisamente se enfrentaron ambos en Budapest en un duelo que sería decisivo para decidir al campeón. El Honvéd venció por un gol a cero, anotado por Márton Eppel, quien se proclamó máximo goleador de la temporada con 16 goles. El título de campeón le clasificó a disputar las rondas previas de la Liga de Campeones de la UEFA 2017-18.

## Rivalidades
El principal rival del Honvéd es el Ferencváros TC, que es el equipo más laureado del fútbol húngaro y se encuentra a cinco kilómetros, en el distrito IX, de la sede del Honvéd. La rivalidad comenzó en 1949 cuando se instaló el gobierno comunista en Hungría al amparo de la Unión Soviética y, al igual que en el fútbol soviético, los clubes fueron afiliados a instituciones públicas. El Honvéd, en aquel momento denominado Kispest, fue ligado al Ejército húngaro —Honvédség— y ello le confirió el derecho de conseguir los mejores jugadores, entre ellos Zoltán Czibor y Sándor Kocsis, del Ferencváros.

## Estadio
El primer campo de fútbol del Honvéd se encontraba cerca del sitio del actual cementerio de Kispest y los aficionados donaron una parte de terreno al final de la calle Sárkány (en castellano, «dragón»). La recaudación de fondos se inició entre los artesanos y los comerciantes locales, pero fueron Ferenc Polacsek (dueño de un hotel) y Ferenc Herbacsek (un comerciante maderero) quienes financiaron, en gran parte, la construcción del complejo deportivo. En 1913 tuvo lugar la inauguración de las instalaciones de la calle Sárkány, de ahí el nombre de sárkánybarlangnak («cueva del dragón») que pusieron, más tarde, los equipos visitantes.
El estadio actual, el Bozsik Stadion, fue construido por el presidente del club en ese momento, József Molnár, que decidió construir un nuevo estadio tras un importante incendio que se desató en la zona y que dañó la construcción de madera del estadio. Posteriormente, el club ha efectuado diversas remodelaciones y ampliaciones en el estadio hasta la actualidad. El nombre actual del estadio data de 1986, cuando el Honvéd decidió cambiar del original Sárkány para honrar al histórico futbolista József Bozsik. en ese estadio se pudo también ver la derrota 30 a 0 frente al Barcelona

## Datos del club

### Denominaciones
Durante su historia, la entidad ha visto cómo su denominación variaba por diversas circunstancias hasta la actual de Budapest Honvéd Football Club, vigente desde 2003. El club se fundó con el nombre de Kispesti Athlétikai Club en 1909.
A continuación se listan las distintas denominaciones de las que ha dispuesto el club durante su historia:
- Kispesti Athlétikai Club: (1909-26) Denominación del club en su fundación.
- Kispest Futball Club: (1926-44) Cambia su denominación según su deporte principal.
- Kispesti Athlétikai Club: (1944-49) Vuelve a su denominación original.
- Honvéd Sport Egyesület: (1949-50) Cambia su denominación de su distrito.
- Budapesti Honvéd Sport Egyesület: (1950-91) Añade la referencia de su ciudad.
- Kispest-Honvéd Football Club: (1991-03) Vuelve brevemente a incidir en su distrito.
- Budapest Honvéd Futball Club: (2003-Act.) Denominación vigente.

### Palmarés
Nota: en negrita competiciones vigentes en la actualidad.
| Competición nacional             | Títulos | Subcampeonatos |
| -------------------------------- | --- | --- |
| Primera División de Hungría (14) | 1949-1950, 1950, 1952, 1954, 1955, 1979-1980, 1983-1984, 1984-1985, 1985-1986, 1987-1988, 1988-1989, 1990-1991, 1992-93, 2016-2017. | 1919-1920, 1946-1947, 1951, 1953, 1957-1958, 1963, 1964, 1969, 1971-1972, 1974-1975, 1977-1978, 1993-1994. (12)            |
| Copa de Hungría (8)              | 1925-26, 1964, 1984-85, 1988-89, 1995-96, 2006-07, 2008-09, 2019-20.                                                                | 1954-1955, 1968, 1969, 1972-1973, 1982-1983, 1987-88, 1989-1990, 1993-1994, 2003-2004, 2007-2008, 2018-2019. (11) (récord) |
| Supercopa de Hungría (0)         | | 1993, 2007, 2009. (3) |
| Copa de la Liga (0)              | | |

Otros torneos amistosos: Torneo de campeones (2): 1975, 1977; Copa László Szent: 1944; Copa Innstadt: 1999; Torneo Ejército popular húngaro (5): 1950, 1951, 1951, 1954, 1962; Torneo de Viena (4): 1947, 1953, 1956, 1965; Torneo Jubileo de Brno: 1925; Trofeo Ciudad de San Sebastián: 1970; Trofeo Bodas de Oro Club Deportivo Tenerife: 1972; Trofeo Ciudad de Vigo: 1974; Torneo Ciudad de Santa Cruz de Tenerife: 1975; Torneo Comunidad Urbana de Lille: 1986; Trofeo Arcadia (Antalya): 2008.

## Participación en competiciones de la UEFA
| Temporada | Torneo                | Ronda            | Club                     | Casa | Visita | Global      |
| --------- | --------------------- | ---------------- | ------------------------ | ---- | ------ | ----------- |
| 1956–57   | European Cup          | Octavos de final | Athletic Club            | 3–3  | 2–3    | 5–6         |
| 1964–65   | UEFA Cup Winners' Cup | 1                | Lausanne Sports          | 1–0  | 0–2    | 1–2         |
| 1965–66   | UEFA Cup Winners' Cup | 1                | Reipas Lahti             | 6–0  | 10–2   | 16–2        |
| 1965–66   | UEFA Cup Winners' Cup | 2                | FK Dukla Praga           | 1–2  | 3–2    | 4–4(a)      |
| 1965–66   | UEFA Cup Winners' Cup | Cuartos de final | Liverpool                | 0–0  | 0–2    | 0–2         |
| 1970–71   | UEFA Cup Winners' Cup | 1                | Aberdeen FC              | 1–3  | 3–1    | 4–4(aet)    |
| 1970–71   | UEFA Cup Winners' Cup | 2                | Manchester City          | 0–1  | 0–2    | 0–3         |
| 1972–73   | UEFA Cup              | 1                | Partick Thistle          | 1–0  | 3–0    | 4–0         |
| 1972–73   | UEFA Cup              | 2                | PFC Beroe Stara Zagora   | 1–0  | 0–3    | 1–3         |
| 1973–74   | UEFA Cup              | 1                | FK Košice                | 5–2  | 0–1    | 5–3         |
| 1973–74   | UEFA Cup              | 2                | PFC Lokomotiv Plovdiv    | 3–2  | 4–3    | 7–5         |
| 1973–74   | UEFA Cup              | 3                | Ruch Chorzów             | 2–0  | 0–5    | 2–5         |
| 1975–76   | UEFA Cup              | 1                | FC Bohemians Praha       | 1–1  | 2–1    | 3–2         |
| 1975–76   | UEFA Cup              | 2                | Dinamo Dresde            | 2–2  | 0–1    | 2–3         |
| 1976–77   | UEFA Cup              | 1                | Internazionale FC        | 1–1  | 1–0    | 2–1         |
| 1976–77   | UEFA Cup              | 2                | FC Shakhtar Donetsk      | 2–3  | 0–3    | 2–6         |
| 1978–79   | UEFA Cup              | 1                | Adanaspor                | 6–0  | 2–2    | 8–2         |
| 1978–79   | UEFA Cup              | 2                | FC Politehnica Timişoara | 4–0  | 0–2    | 4–2         |
| 1978–79   | UEFA Cup              | 3                | Ajax                     | 4–1  | 0–2    | 4–3         |
| 1978–79   | UEFA Cup              | Cuartos de final | MSV Duisburg             | 2–3  | 2–1    | 4–4(a)      |
| 1980–81   | European Cup          | Preliminar       | Valletta                 | 8–0  | 3–0    | 11–0        |
| 1980–81   | European Cup          | 1                | Sporting CP              | 1–0  | 2–0    | 3–0         |
| 1980–81   | European Cup          | 2                | Real Madrid              | 0–2  | 0–1    | 0–3         |
| 1983      | UEFA Intertoto Cup    | Grupo 5          | FK Sloboda Tuzla         | 2–2  | 0–1    |             |
| 1983      | UEFA Intertoto Cup    | Grupo 5          | FK Inter Bratislava      | 3–1  | 1–1    |             |
| 1983      | UEFA Intertoto Cup    | Grupo 5          | FC Tirol Innsbruck       | 3–1  | 1–2    |             |
| 1983–84   | UEFA Cup              | 1                | Larisa FC                | 3–0  | 0–2    | 3–2(aet)    |
| 1983–84   | UEFA Cup              | 2                | Hajduk Split             | 3–2  | 0–3    | 3–5         |
| 1984–85   | European Cup          | 1                | Grasshopper              | 2–1  | 1–3    | 3–4         |
| 1985–86   | European Cup          | 1                | Shamrock Rovers          | 2–0  | 3–1    | 5–1         |
| 1985–86   | European Cup          | 2                | FC Steaua Bucureşti      | 1–0  | 1–4    | 2–4         |
| 1986–87   | European Cup          | 1                | Brøndby IF               | 2–2  | 1–4    | 3–6         |
| 1987–88   | UEFA Cup              | 1                | KSC Lokeren              | 1–0  | 0–0    | 1–0         |
| 1987–88   | UEFA Cup              | 2                | GD Chaves                | 3–1  | 2–1    | 5–2         |
| 1987–88   | UEFA Cup              | 3                | Panathinaikos            | 5–2  | 1–5    | 6–7         |
| 1988–89   | European Cup          | 1                | Celtic                   | 1–0  | 0–4    | 1–4         |
| 1989–90   | European Cup          | 1                | FK Vojvodina             | 1–0  | 1–2    | 2–2(a)      |
| 1989–90   | European Cup          | 2                | S. L. Benfica            | 0–2  | 0–7    | 0–9         |
| 1991–92   | European Cup          | 1                | Dundalk FC               | 1–1  | 2–0    | 3–1         |
| 1991–92   | European Cup          | 2                | UC Sampdoria             | 2–1  | 1–3    | 3–4         |
| 1993–94   | UEFA Champions League | 1                | Manchester United        | 2–3  | 1–2    | 3–5         |
| 1994–95   | UEFA Cup              | Preliminar       | Zimbru Chisinau          | 4–1  | 1–0    | 5–1         |
| 1994–95   | UEFA Cup              | 1                | FC Twente                | 1–3  | 4–1    | 5–4         |
| 1994–95   | UEFA Cup              | 2                | Bayer Leverkusen         | 0–2  | 0–5    | 0–7         |
| 1996–97   | UEFA Cup Winners' Cup | Clasificatoria   | FK Sloga Jugomagnat      | 1–0  | 1–0    | 2–0         |
| 1996–97   | UEFA Cup Winners' Cup | 1                | Nimes Olympique          | 1–2  | 1–3    | 2–5         |
| 2002      | UEFA Intertoto Cup    | 1                | FK Žalgiris Vilnius      | 0–1  | 0–0    | 0–1         |
| 2004–05   | UEFA Cup              | Clasificatoria 1 | FC MIKA                  | 1–1  | 1–0    | 2–1         |
| 2004–05   | UEFA Cup              | Clasificatoria 2 | Amica Wronki             | 1–0  | 0–1    | 1–1(p)      |
| 2007–08   | UEFA Cup              | Clasificatoria 1 | FC Nistru Otaci          | 1–1  | 1–1    | 2–2(p5–4)   |
| 2007–08   | UEFA Cup              | Clasificatoria 2 | Hamburger SV             | 0–0  | 0–4    | 0–4         |
| 2008      | UEFA Intertoto Cup    | 1                | FC Zhetysu               | 4–2  | 2–1    | 6–3         |
| 2008      | UEFA Intertoto Cup    | 2                | FK Teplice               | 0–2  | 3–1    | 3–3(a)      |
| 2008      | UEFA Intertoto Cup    | 3                | SK Sturm Graz            | 1–2  | 0–0    | 1–2         |
| 2009–10   | UEFA Europa League    | Clasificatoria 3 | Fenerbahçe SK            | 1–1  | 1–5    | 2–6         |
| 2012–13   | UEFA Europa League    | Clasificatoria 1 | Flamurtari Vlorë         | 2–0  | 1–0    | 3–0         |
| 2012–13   | UEFA Europa League    | Clasificatoria 2 | Anzhi                    | 0–5  | 0–1    | 0–6         |
| 2013–14   | UEFA Europa League    | Clasificatoria 1 | FK Čelik Nikšić          | 9–0  | 4–1    | 13–1        |
| 2013–14   | UEFA Europa League    | Clasificatoria 2 | Vojvodina                | 1–3  | 0–2    | 1–5         |
| 2017-18   | UEFA Champions League | Clasificatoria 2 | Hapoel Be'er Sheva FC    | 2–3  | 1–2    | 3–5         |
| 2018-19   | UEFA Europa League    | Clasificatoria 1 | Rabotnički               | 4–0  | 1–2    | 5–2         |
| 2018-19   | UEFA Europa League    | Clasificatoria 2 | Progrès Niedercorn       | 1–0  | 0–2    | 1–2         |
| 2019-20   | UEFA Europa League    | Clasificatoria 1 | Žalgiris                 | 3–1  | 1–1    | 4–2         |
| 2019-20   | UEFA Europa League    | Clasificatoria 2 | Universitatea Craiova    | 0–0  | 0–0    | 0–0 (1:3 p) |
| 2020-21   | UEFA Europa League    | Clasificatoria 1 | Inter Turku              | 2–1  | –      | 2–1 (t. s.) |
| 2020-21   | UEFA Europa League    | Clasificatoria 2 | Malmö                    | 0–2  | –      | 0–2         |

## Organigrama deportivo

### Jugadores
Entre los jugadores históricos destaca por encima del resto Ferenc Puskás. El delantero, integrante del Real Madrid Club de Fútbol y del recordado equipo de las cinco Copas de Europa, perteneció al club entre los años 1939 y 1957, fecha de su llegada a España. Debido a sus logros y repercusión internacional su dorsal número 10 que habitualmente portaba fue retirado del club en julio de 2000 en su honor.
Es recordado como uno de los máximos goleadores de todos los tiempos. Figura legendaria del fútbol mundial y considerado como uno de los mejores futbolistas de la historia según la UEFA y la FIFA —el máximo organismo futbolístico—, fue internacional por dos países, circunstancia permitida en la época, contabilizando 85 encuentros con la selección húngara —conocida como el «Equipo de oro» y con la que ganó la Medalla de Oro en las Olimpiadas de Helsinki 1952 y logró el subcampeonato en la Copa Mundial de Suiza 1954—, y cuatro con la selección española tras adoptar la nacionalidad española en 1961. Según el portal experto en estadísticas históricas de Rec.Sport.Soccer Statistics Foundation es el sexto jugador con mayor número de goles oficiales a nivel mundial con 806 goles en 793 partidos. Segundo puesto ostenta por la Federación Internacional de Historia y Estadística de Fútbol (IFFHS) como el máximo goleador en los campeonatos de Primera División de Europa, con 514 goles —también segunda mejor marca mundial—. Sus registros le permitieron ser designado por el mismo organismo como el sexto mejor jugador del siglo xx.
Fue elegido por FIFA como el Máximo goleador del siglo en 2004 y ocupa el sexto lugar en el ranking del Mejor futbolista del siglo publicada por IFFHS en 2004. Dicha singularidad anotadora provocó que desde la temporada futbolística 2009-10 la FIFA otorgue el Premio Puskás en su honor, siendo otorgado al jugador que anote el mejor gol de la temporada.
A nivel de clubes conquistó un total de quince títulos, cinco ligas húngaras, cinco ligas españolas, un campeonato de Copa de España, tres Copas de Europa, una Copa Intercontinental, mientras que logró cuatro veces proclamarse máximo goleador de la Primera División de España.
Cabe mencionar destacar junto a Puskás a dos de sus compañeros en la época tanto en el club como en la selección, József Bozsik, Zoltán Czibor y Sándor Kocsis.
A lo largo de la historia del club han sido destacados integrantes de la historia del club numerosos futbolistas, destacados a continuación. Son indicados en negrita aquellos que han sido internacionales absolutos con su selección nacional.
| - Abraham Guié Guié - József Andrusch - Benjamin Angoua - Zsolt Bárányos - Balázs Bérczy - Bertalan Bicskei - János Biri - Igor Bogdanović - József Bozsik - Kris Bright - István Brockhauser | - László Budai - Gábor Bukrán - Alfi Conteh-Lacalle - Aurél Csertői - Zoltán Czibor - László Dajka - András Debreceni - Lajos Détári - Mamadou Diakité - László Disztl - Péter Disztl | - Cristian Dulca - József Duró - József Eisenhoffer - Gábor Egressy - Márton Esterházy - Emeka Ezeugo - László Farkasházy - Pál Fischer - Imre Garaba - Genito - Ivo Georgiev | - Gyula Grosics - Sándor Gujdár - Emir Hadžić - Gábor Halmai - István Hamar - Zoltán Hercegfalvi - Ádám Hrepka - János Hrutka - Harmony Ikande - Béla Illés - Péter Kabát | - Mihály Kincses - István Kocsis - Lajos Kocsis - Sándor Kocsis - Imre Komora - Antal Kotász - Béla Kovács - Ervin Kovács - Kálmán Kovács - Mihály Kozma - László Kuti | - Almiro Lobo - Gyula Lóránt - Misheck Lungu - Ferenc Machos - János Marozsán - Gábor Márton - János Mátyus - József Mészáros - Vasile Miriuta - Hélder Muianga - Antal Nagy (1944) | - Antal Nagy (1956) - Norbert Németh - István Nyers - Sándor Pintér - István Pisont - Attila Plókai - Ferenc Puskás - László Pusztai - István Sallói - Ferenc Sipos - Lajos Szűcs | - Ákos Takács - Zoltán Takács - Lajos Tichy - Sándor Torghelle - Mihály Tóth - József Varga - Gábor Vincze - István Vincze - Dragan Vukmir - Lukáš Zelenka - Zalán Zombori |

### Cuerpo técnico
La siguiente lista incluye los entrenadores que ha tenido el club a lo largo de su historia desde 1945:
| - Béla Stalmach (1935-37) - Ferenc Puskás I (1945-47) - Béla Guttmann (1947-48) - Ferenc Puskás I (1948-51) - Jenő Kálmár (1952-56) - Gábor Kiss (1957) - Károly Sós (1957-60) - G. Babolcsay (1960-62) - Gyula Lóránt (1962-63) | - Nándor Bányai (1963) - Mihály Kispéter (1963-66) - József Bozsik (1966-67) - György Babolcsay (1967) - Kálmán Preiner (1968-71) - György Babolcsay (1971) - József Mészáros (1971-73) - Lajos Faragó (1973-74) - Károly Lakat (1974-76) | - Lajos Tichy (1976-82) - Imre Komora (1982-86) - István Vági (1986) - Imre Komora (1987) - Bertalan Bicskei (1987-88) - József Both (1989) - Sándor Haász (1990) - György Mezey (1990-92) - József Verebes (1992) | - Lajos Szurgent (1992) - Martti Kuusela (1992-94) - Dimitri Davidovic (1994) - Mihály Kozma (1995) - Péter Török (1995-96) - Bertalan Bicskei (1996-97) - Károly Krémer (1997) - Zoltán Varga (1997) - Imre Komora (1997-98) | - György Gálhidi (1998-99) - Imre Komora (1999) - Reszeli Soós (1999-00) - Barnabás Tornyi (2000-01) - Lajos Szurgent (2001) - Róbert Glázer (2001) - Lajos Détári (2002) - József Fitos (2002) - Ioan Pătrașcu (2002) | - Lajos Szurgent (2002) - Tibor Őze (2003) - József Duró (2003) - György Gálhidi (2003-05) - Aldo Dolcetti (2005-06) - Attila Supka (2006-08) - Gábor Pölöskei (2008-09) - Tibor Sisa (2009) - M. Morales (2009-10) | - László Szalai (2010) - Attila Supka (2011-12) - Marco Rossi (2012-14) - Miklós Simon (2014) - Pietro Vierchowod (2014) - Adrianus de Muijnck (2014) - József Csábi (2014) |